# Stuart Park
Stuart Park är en del av en befolkad plats i Australien. Den ligger i kommunen Darwin och territoriet Northern Territory, nära territoriets huvudstad Darwin.
Runt Stuart Park är det tätbefolkat, med 550 invånare per kvadratkilometer.. Närmaste större samhälle är Darwin, nära Stuart Park. 
Savannklimat råder i trakten. Genomsnittlig årsnederbörd är 1 801 millimeter. Den regnigaste månaden är januari, med i genomsnitt 507 mm nederbörd, och den torraste är augusti, med 1 mm nederbörd.